# Avon Championships of Washington 1979
Avon Championships of Washington 1979  — жіночий тенісний турнір, що проходив на закритих кортах з килимовим покриттям (Sporteze) GWU Charles Smith Center і Capital Centre у Вашингтоні (США). Належав до Avon Championships Circuit 1979. Турнір відбувся увосьме і тривав з 1 січня до 7 січня 1979 року. Друга сіяна Трейсі Остін здобула титул в одиночному розряді й отримала за це 20 тис. доларів США.

## Фінальна частина

### Одиночний розряд
Трейсі Остін —  Мартіна Навратілова 6–3, 6–2
- Для Трейсі це був перший титул за сезон і четвертий за кар'єру.

### Парний розряд
Міма Яушовец /  Вірджинія Рузічі —  Рене Річардс /  Шерон Волш 4–6, 6–2, 6–4

## Розподіл призових грошей
| Дисципліна       | П       | F       | ПФ     | ЧФ     | 1/8    | 1/16 |
| Одиночний розряд | $24,000 | $12,000 | $6,000 | $3,000 | $1,600 | $900 |